# Новобелозёрка (Васильевский район)
Новобелозёрка (укр. Новобілозерка) — село,
Малобелозёрский сельский совет,
Васильевский район,
Запорожская область,
Украина.
Код КОАТУУ — 2320983302. Население по переписи 2001 года составляло 171 человек.

## Географическое положение
Село Новобелозёрка находится на одном из истоков реки Большая Белозёрка,
на расстоянии в 2,5 км от села Малая Белозёрка.

## История
- 1924 — дата основания.